# Akantu
Akantu (gr.: Ακανθού, tur.: Tatlısu) – miasto i jedna z gmin (gr.: Δήμος) dystryktu Famagusta. Populacja wynosi 1500 mieszkańców (2010).
Gmina de facto pod zarządem Cypru Północnego.